# Єфімов Борис Юхимович

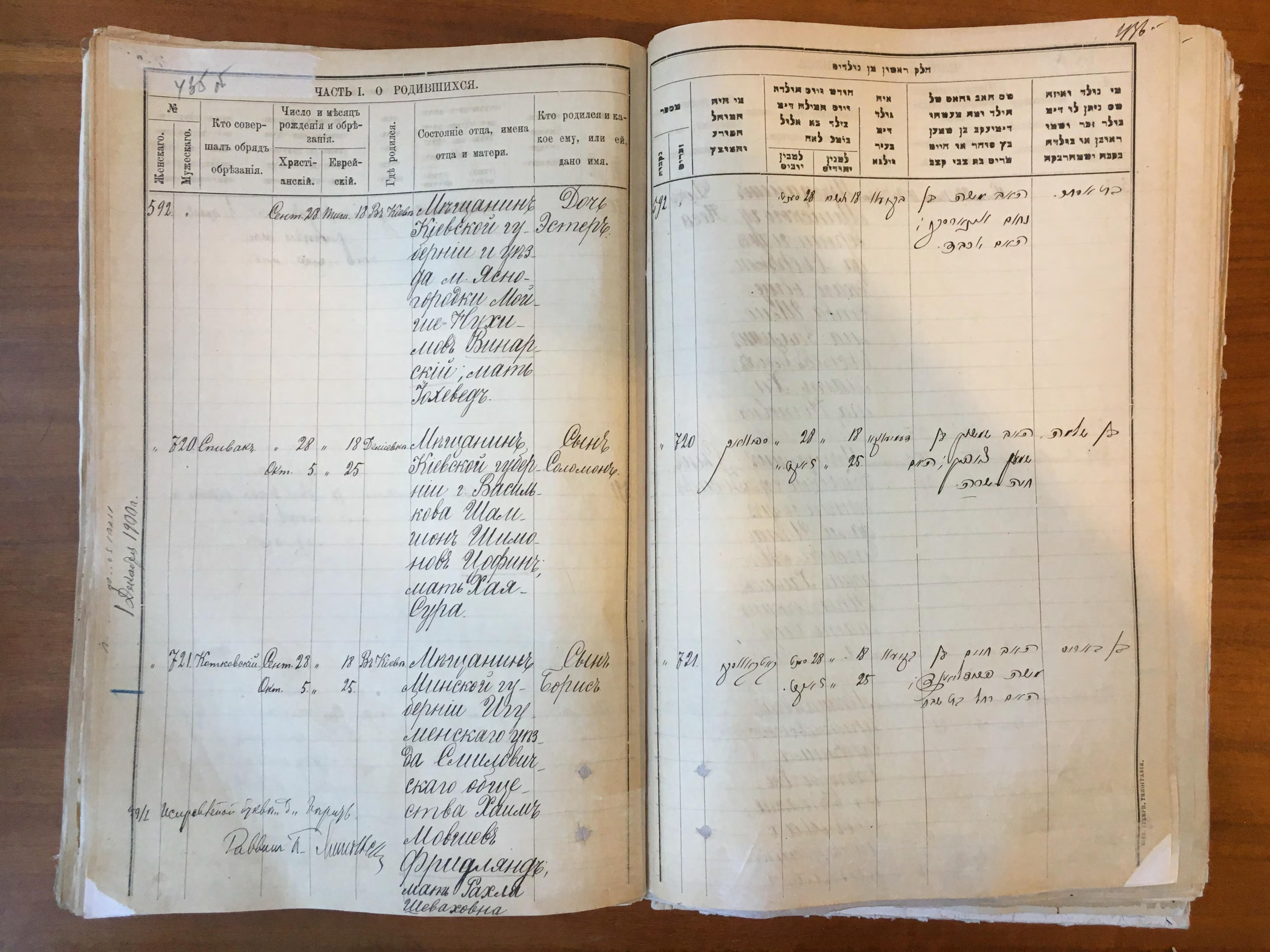
Запис № 721 в метричній книзі Київського рабинату про народження Бориса Хаїмовича Фрідлянда (Бориса Єфімова)

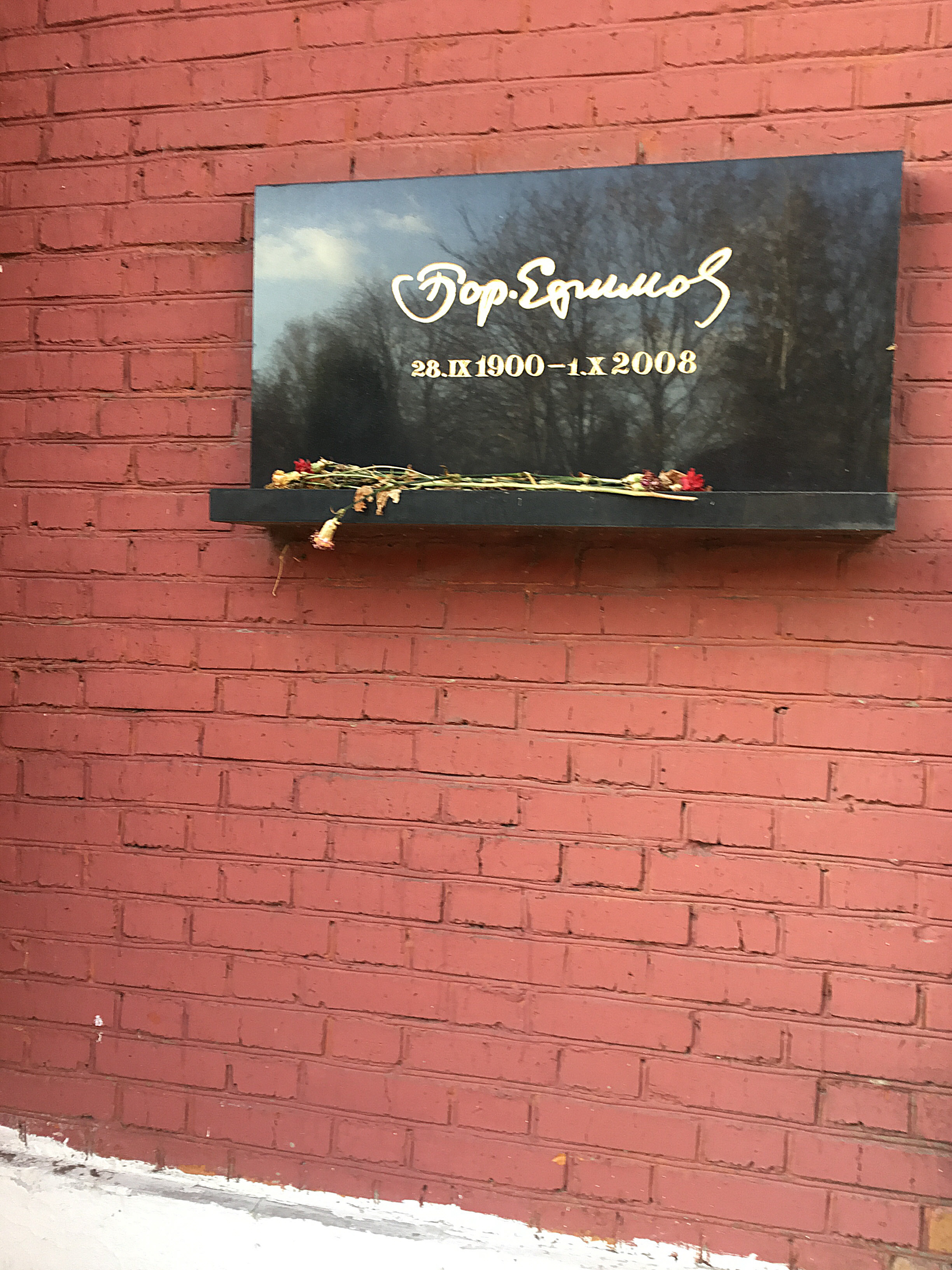
Місце поховання Бориса Єфімова на Новодівичому кладовищі

Бори́с Юхи́мович Єфі́мов (рос. Бори́с Ефи́мович Ефи́мов, ім'я при народженні — Бори́с Ха́їмович Фрі́длянд; у низці друкованих джерел Бори́с Юхи́мович Фрі́длянд; 28 вересня (11 жовтня) 1900 , Київ, Київська губернія, Російська імперія  — 1 жовтня 2008 , Москва ) — радянський художник-графік, політичний карикатурист, радянський та російський пропагандист.
Герой Соціалістичної Праці (1990), двічі лауреат Сталінської премії (1950, 1951), лауреат Державної премії СРСР (1972), народний художник СРСР (1967), академік Академії мистецтв СРСР (1954; згодом — Російської академії мистецтв), головний художник газети «Известия». 
Нагороджений трьома орденами Леніна, орденом Жовтневої Революції, трьома орденами Трудового Червоного Прапора, орденом «Знак Пошани», болгарським орденом «Кирила і Мефодія» I ступеня, іншими відзнаками.

## Біографія
Батьки — Фрідлянд Хаїм Мовшевич (Юхим Мойсейович) (1860—1945), ремісник-чоботар, міщанин Мінської губернії Ігуменського повіту, Сміловичського товариства, та Рахля Шевахівна (Рахіль Савеліївна) (1880—1969).
Борис почав малювати з 5 років. Після переїзду батьків до Білостоку Борис поступив в реальне училище, де вчився і його старший брат Михайло. Там вони разом видавали рукописний шкільний журнал. Брат (майбутній публіцист і фейлетоніст Михайло Кольцов) редагував видання, а Борис — ілюстрував.
1915 — був евакуйований до Харкова, бо в ході Першої світової війни російські війська здали Білосток німцям.
1917 — був учнем 6-го класу Харківського реального училища. Перейшовши в 7-й клас, переїхав до Києва.
1918 — у журналі «Зритель» (Київ) з'явилися перші шаржі Бориса Єфімова (на Олександра Блока). До того ж часу належить і серія кольорових малюнків «Завойовники» — своєрідний сатиричний літопис властей, що мінялися в Києві.
Зі встановленням в Києві більшовицької влади працював секретарем Редакційно-видавничого відділу в Народному комісаріаті УСРР у військових справах. У червні 1919 року у військовій газеті «Красная Армия» побачили світ його перші агітаційні малюнки, забезпечені автографом-псевдонімом «Бор. Ефимов».
З 1920 — працював художником-карикатуристом у газетах «Коммунар», «Большевик», «Вісти», керівником відділу образотворчої агітації ЮгРОСТА в Одесі. Тут він виконав свій перший плакат на фанерному листі, на якому він зобразив побитого Червоною Армією Денікіна. Пізніше був завідувачем «ізосекції» відділення агітпунктів радянського Південно-Західного фронту (Харків). Після повернення до Києва став начальником художньо-плакатного відділу Київ—УкрРОСТА. Паралельно співпрацював з газетами «Киевский пролетарий» і «Пролетарська правда».
1922 — переїхав до Москви. Відтоді його роботи стали друкуватися на сторінках видань «Рабочая газета», «Крокодил», «Правда», «Известия», «Огонек», «Прожектор» тощо, виходити в окремих збірках і альбомах. У ці роки його головною спеціалізацією стала політична сатира. Персонажами його карикатур були: у 1920-ті роки багато західних політичних діячів — Юз, Даладьє, Чемберлен; у 1930-ті і 1940-ві — Гітлер, Муссоліні, Герінг і Геббельс, якого він постійно зображав у вигляді кульгавої мавпи; у подальші роки — Черчилль, Трумен та інші.
У 1930-ті роки в світ виходять альбоми карикатур «Лицо врага» (1931), «Карикатура на службе обороны СССР» (1931), «Политические карикатуры» (1931), «Выход будет найден» (1932), «Политические карикатуры» (1935), «Фашизм — враг народов» (1937), «Поджигатели войны» (1938), «Фашистские интервенты в Испании» (1938).
Не оминав і внутрішніх опонентів сталінського правління — Троцького, П'ятакова та ін. — брошюра «Троцкисты — враги народа» (1937).
З 1932 року є членом Спілки художників СРСР. Неодноразово обирався членом правління і секретарем СХ СРСР.
У роки Другої світової війни його роботи публікували на сторінках газет «Красная звезда» і «Фронтовая иллюстрация», а також у фронтових, армійських, дивізійних газетах і навіть на листівках, які розкидалися за лінією фронту.
Був у числі тих радянських письменників і художників (Моор, Дені, Кукринікси та інші), хто на 6-й день від початку німецько-радянської війни створив майстерню «Вікон ТАРС». Плакати, зроблені відразу після отримання зведень з фронту або останніх міжнародних повідомлень, вивішували на вулицях Москви. Потім «Вікна» тиражували й випускали в тилу — П'ятигорську, Тбілісі, Тюмені.
Заслуги Бориса Єфімова в роки війни відзначені медалями «За оборону Москви» і «За перемогу над Німеччиною».
1948 — вийшла збірка його карикатур «Містер Долар».
1950 — альбом малюнків «За прочный мир, против поджигателей войны».
1954 — обраний членом-кореспондентом Академії мистецтв СРСР.
1957 — обраний членом правління Спілки художників СРСР.
1958 — йому присвоєне звання «Народний художник РРФСР».
1967 — йому присвоєне звання «Народний художник СРСР».
З 1965 року і протягом майже 30 років як головний редактор очолював творче-виробниче об'єднання «Агітплакат» при СХ СРСР.
За роки творчої діяльності створив десятки тисяч політичних карикатур, агітаційних плакатів, гумористичних малюнків, ілюстрацій, шаржів, а також станкових серій сатиричних малюнків для зональних, групових і всесоюзних художніх виставок. Вийшли в світ десятки сатиричних альбомів, а також збірки мемуарів, оповідань, нарисів, досліджень з історії та теорії мистецтва карикатури («40 років. Записки художника-сатирика», «Робота, спогади, зустрічі», «Розповіді про художників-сатириків», «Мені хочеться розповісти», «Основи розуміння карикатури», «На мій погляд», «Невигадані історії», «Школярам про карикатуру і карикатуристів», «Розповіді старого москвича», «Ровесник століття», «Моє століття» та інші).